# Jack Cable
Ivan John "Jack" Cable (ur. 17 sierpnia 1934 w Hamilton, Ontario, zm. 21 lipca 2021), kanadyjski działacz państwowy, komisarz terytorium Jukonu.
Ukończył studia prawnicze (University of Toronto) i chemiczne (University of Western Ontario), przez 21 lat praktykował prawo w mieście Whitehorse. W latach 1992–2000 zasiadał w zgromadzeniu lokalnym Jukonu. W czasie wieloletniej służby państwowej był m.in. dyrektorem Komisji Energetyki Północnej Kanady, dyrektorem Instytutu Naukowego Jukonu, szefem Izby Handlu Jukonu. W październiku 2000 objął stanowisko komisarza terytorium Jukonu (zastąpił Judy Gingell); w listopadzie 2005 jego następczynią na tej funkcji mianowano Geraldine Van Bibber (objęcie urzędu - 1 grudnia 2005).